# Kaitaki
Die Kaitaki ist ein Fährschiff der neuseeländischen Reederei Interislander, das 1995 als Isle of Innisfree für Irish Ferries in Dienst gestellt wurde und seit August 2005 zwischen Picton und Wellington in Fahrt ist.

## Geschichte
Die Isle of Innisfree wurde am 3. August 1994 unter der Baunummer 963 bei Van der Giessen-De Noord in Alblasserdam auf Kiel gelegt und am 25. Januar 1995 vom Stapel gelassen. Nach der Ablieferung an Irish Ferries am 15. Mai 1995 nahm das Schiff am 23. Mai den Fährdienst zwischen Dublin und Holyhead auf. Das Schiff fuhr unter der Flagge Irlands mit Heimathafen Dublin.
Im April 1997 wechselte die Isle of Innisfree auf die Strecke von Rosslare nach Pembroke Dock. Nach weiteren vier Jahren im Dienst für Irish Ferries wurde das Schiff am 16. Mai 2001 ausgemustert und anschließend zuerst in Dublin und ab Juni 2001 in Le Havre aufgelegt.
Im März 2002 charterte P&O Ferries die Isle of Innisfree, modernisierte sie und stellte sie im August 2002 als Pride of Cherbourg zwischen Portsmouth und Cherbourg in Dienst. Von Januar bis Juni 2005 war das Schiff an Stena Line verchartert. Stena Line setzte das Schiff, welches nun den Namen Stena Challenger trug, zwischen Karlskrona und Gdynia ein. Anschließend ging die Fähre in die Werft von Remontowa, um dort für ihren neuen Betreiber vorbereitet zu werden.
Im Juni 2005 wurde die Stena Challenger an die neuseeländische Reederei Interislander verchartert. Am 14. August 2005 traf das in Challenger umbenannte Schiff im Hafen von Wellington ein und nahm von dort aus am 22. August den Fährdienst zwischen Wellington und Picton auf. Im April 2007 erhielt es den Namen Kaitaki, das in der Sprache der Māori etwa die gleiche Bedeutung wie Challenger hat. Nach fast zwölf Jahren Charter kaufte der Mutterkonzern KiwiRail im Mai 2017 die Kaitaki von Irish Ferries. Das Schiff wird weiterhin zwischen Picton und Wellington eingesetzt und ist die größte Einheit in der Flotte von Interislander.